# T.M.H.R.
T.M.H.R. (Takanori Miguel Hitomi Revolution) は、西川貴教（T.M.Revolution）、島谷ひとみ、ミゲル・ゲレイロの3人をメンバーとする、日本のコーラス・ユニット。エステーの消臭剤「消臭力」のテレビ CM での共演をきっかけに結成された。

## 経緯
ユニットの発端は、ミゲルが単独で出演した2011年の CM であり、その後ミゲルと西川がデュエットする新しい CM が制作され、翌年そこに島谷が加わって T.M.H.R. となった。

### “唄う男の子 〜ミゲル〜” 篇
笑いをとるコミカルな CM を従来から制作してきたエステーは、2011年の東日本大震災直後の CM 制作にあたり、被災者の心情に配慮しつつ敢えて笑いと意外性を踏まえた、いわば海外からの「Pray for Japan」ならぬ 「Pray for 消臭力」という視点を採用することにした。そしてロケ地をポルトガルのリスボンに定め、地元の少年歌手ミゲル・ゲレイロを起用して自社商品「消臭力」の CM を撮影した。リスボンは1755年の大地震による壊滅的被害から復興を遂げた町でもある。この CM “唄う男の子 〜ミゲル〜” 篇では美声の美少年ミゲルが「♪ラーラーラララ … ショ〜シュ〜リキ〜」と「消臭力のうた」を歌い、歌声の爽やかさとオチのギャップが受けて、CM 好感度調査において年間総合のトップ10に入った。

### “夢の共演” 篇
“唄う男の子 〜ミゲル〜” 篇のオンエア後、西川貴教は Twitter で「（待ち時間が）暇だから消臭力のCMの男の子を完コピしました…ツアーのどっかのMCで披露したいと思います… （　´д｀）＜消臭力ぃ～ッ♪」とツイートした。この話を聞きつけたエステーの広報担当者である鹿毛康司は西川に礼を述べ、やりとりの末 CM 出演を打診し、西川もこれを快諾して新 CM の企画が急遽立ち上がった。CM の撮影は2011年7月16日に、千葉県松戸市での西川のライブ会場で行なわれ、ライブのアンコールでミゲルがサプライズゲストとして登場し、西川と二人で「消臭力のうた」を熱唱するという趣向で収録された。このテレビ CM “夢の共演” 篇の全国オンエアは7月25日から始まり、CM 好感度調査において8月度（作品別）の1位となった。

### T.M.H.R.
翌2012年には、さらに島谷ひとみを加えた3人がコーラス・ユニット "T.M.H.R." となり、新しい CM ソング「チカラにかえて」で新 CM の収録を行なった。島谷はエステーが協賛するミュージカル劇『赤毛のアン』の主演を2007年から前年まで5年連続でつとめ、また西川とは前年に公演されたロックミュージカル『ROCK OF AGES』で共演した間柄でもあった。ミゲルと永遠の少年・西川のヤンチャをたしなめるお姉さん、というのが島谷の立ち位置である。
新しいテレビ CM “歌う チカラ” 篇は、「歌のチカラ」をより多くの人に届けたいという鹿毛の意向により、再び西川のライブ会場が舞台となった。撮影は福島県いわき市の会場で行なわれたが、ここは本来ならば2011年8月に西川がライブをするはずだった場所であり、また震災被災地として、西川にとっても鹿毛にとってもこだわりたい場所であった。西川のライブにサプライズゲストとして島谷、ミゲルが加わり、3人で「チカラにかえて」を合唱するという構成の “歌う チカラ” 篇は4月からオンエアされて反響を呼び、CM総合好感度ランキングにおいて4月・5月度連続で生活雑貨業類の1位となり、また歌の配信・CD化の要望がエステーや3人のレコード会社に多く寄せられた。
続編となるテレビ CM “チカラにかえてinリスボン” 篇は、“唄う男の子 〜ミゲル〜” 篇と同じくリスボンで収録された。6月上旬に西川と島谷はポルトガルに渡り、ミゲルと合流して街中でのロケを行ない、CM は7月16日からオンエアされた。11月12日からオンエアされた “香りの力を信じよう” 篇もこの時に並行して収録されたものであり、街の中で3人が様々にコミカルなダンスを披露する数パターンからなる。

## チカラにかえて
『チカラにかえて』は T.M.H.R. が2012年にユニバーサルミュージックからリリースしたシングル。
作詞に関わった鹿毛は、
と述べている。
「消臭力」のテレビ CM “歌う チカラ” 篇の反響を受けて2012年7月17日に発売されたデジタル配信版は、CM版と異なり3人で音程を分けるなどアレンジの改善が図られた。その後も CD 化を望む声が多く寄せられたため2012年9月12日に発売された CD シングルのカップリングには「消臭力のうた」と、2曲のカラオケバージョンが収録された。
2012年8月5日に行なわれた島谷のライブのアンコールにおいて、西川とミゲルがサプライズゲストとして出演し、「チカラにかえて」のアコースティックバージョンが披露された。

### 収録曲
1. チカラにかえて
作詞：鹿毛康司、西嶋真紀 / 作曲：福井洋介 / 編曲：小笠原肇
2. 消臭力のうた
作詞：鹿毛康司、西嶋真紀、福井洋介 / 作曲：福井洋介 / 編曲：小笠原肇
3. チカラにかえて (カラオケ)
4. 消臭力のうた(カラオケ)